# Aéroport de Nevşehir-Cappadoce
L'aéroport Nevşehir Kapadokya dessert la ville turque de Nevşehir ; il est situé à environ 30 kilomètres au nord-ouest de celle-ci.

## Histoire
L’aéroport a ouvert le 15 novembre 1998 sous le nom d’aérodrome Nevşehir Tuzköy. Le 17 décembre 1988, il est rebaptisé « aéroport Nevşehir Kapadokya ».  En 2006, l'aéroport a reçu 392 avions cargo, 833 avions passagers et 27 832 passagers.  Le terminal passagers national et international de l'aéroport couvre une superficie de 3 500 m² et dispose d'un parking pour 400 voitures. 

## Situation
| Adana Ankara Antalya Antioche Bodrum-Milas Dalaman Denizli Elâzığ Istanbul Sabiha-Gökçen Izmir Trabzon / Trébizonde Gaziantep Diyarbakır Kayseri Samsun Van Erzurum Konya Gazipaşa Malatya |

| Adana Ankara Antalya Antioche Bodrum-Milas Dalaman Denizli Elâzığ Istanbul Sabiha-Gökçen Izmir Trabzon / Trébizonde Gaziantep Diyarbakır Kayseri Samsun Van Erzurum Konya Gazipaşa Malatya |

## Compagnies aériennes et destinations
| Compagnies           | Destinations                              |
| -------------------- | ----------------------------------------- |
| AJet                 | Istanbul-S. Gökçen                        |
| BH Air               | En saison charter: Sofia-Vrajdebna, Varna |
| European Air Charter | En saison charter: Sofia-Vrajdebna        |
| Turkish Airlines     | Istanbul                                  |

Edité le 28/05/2023

## Statistiques de trafic
Pour des raisons techniques, il est temporairement impossible d'afficher le graphique qui aurait dû être présenté ici.

Voir la requête brute et les sources sur Wikidata.
| Année | Trafic passagers | Trafic passagers | Trafic passagers    | Trafic passagers | Trafic passagers | Trafic passagers | Fret (bagages + fret + courrier) (tonnes) | Fret (bagages + fret + courrier) (tonnes) | Fret (bagages + fret + courrier) (tonnes) | Fret (bagages + fret + courrier) (tonnes) | Fret (bagages + fret + courrier) (tonnes) | Fret (bagages + fret + courrier) (tonnes) |
| Année | Vols intérieurs  | % change         | Vols internationaux | % change         | Total            | % change         | Vols intérieurs                           | % change                                  | Vols internationaux                       | % change                                  | Total                                     | % change                                  |
| ----- | ---------------- | ---------------- | ------------------- | ---------------- | ---------------- | ---------------- | ----------------------------------------- | ----------------------------------------- | ----------------------------------------- | ----------------------------------------- | ----------------------------------------- | ----------------------------------------- |
| 2016  | 365,544          | 2 %              | 2,196               | 38 %             | 367,740          | 1 %              | 2,995                                     | 18 %                                      | 48                                        | 27 %                                      | 3,043                                     | 18 %                                      |
| 2015  | 359,106          | 21 %             | 3,549               | 137 %            | 362,655          | 22 %             | 3,632                                     | 13 %                                      | 65                                        | 160 %                                     | 3,698                                     | 15 %                                      |
| 2014  | 296,036          | 52 %             | 1,496               | 42 %             | 297,532          | 51 %             | 3,204                                     | 52 %                                      | 25                                        | 26 %                                      | 3,229                                     | 51 %                                      |
| 2013  | 194,234          | 26 %             | 2,594               | 87 %             | 196,828          | 13 %             | 2,105                                     | 20 %                                      | 34                                        | 88 %                                      | 2,139                                     | 5 %                                       |
| 2012  | 153,776          | 20 %             | 20,202              | 33 %             | 173,978          | 10 %             | 1,753                                     | 14 %                                      | 284                                       | 17 %                                      | 2,037                                     | 8 %                                       |
| 2011  | 127,730          | 31 %             | 30,062              | 26 %             | 157,792          | 14 %             | 1,540                                     | 29 %                                      | 344                                       | 38 %                                      | 1,884                                     | 8 %                                       |
| 2010  | 97,474           | 17 %             | 40,435              | 2 %              | 137,909          | 12 %             | 1,194                                     | 40 %                                      | 556                                       | 1 %                                       | 1,750                                     | 24 %                                      |
| 2009  | 83,109           | 53 %             | 39,644              | 15 %             | 122,753          | 21 %             | 852                                       | 42 %                                      | 559                                       | 22 %                                      | 1,411                                     | 7 %                                       |
| 2008  | 54,190           | 91 %             | 46,572              | 81 %             | 100,762          | 86 %             | 600                                       | 123 %                                     | 720                                       | 84 %                                      | 1,320                                     | 100 %                                     |
| 2007  | 28,343           | 25,711           | 54,054              | 269              | 391              | 660              |                                           |                                           |                                           |                                           |                                           |                                           |
| Année | Total des vols   | Total des vols   | Total des vols      | Total des vols   | Total des vols   | Total des vols   | Vols civils                               | Vols civils                               | Vols civils                               | Vols civils                               | Vols civils                               | Vols civils                               |
| Année | Vols intérieurs  | % change         | Vols internationaux | % change         | Total            | % change         | Vols intérieurs                           | % change                                  | Vols internationaux                       | % change                                  | Total                                     | % change                                  |
| 2016  | 6,319            | 75 %             | 42                  | 61 %             | 6,361            | 71 %             | 2,987                                     | 7 %                                       | 15                                        | 42 %                                      | 3,002                                     | 7 %                                       |
| 2015  | 3,619            | 24 %             | 107                 | 45 %             | 3,726            | 25 %             | 2,792                                     | 23 %                                      | 26                                        | 225 %                                     | 2,818                                     | 23 %                                      |
| 2014  | 2,912            | 24 %             | 74                  | 17 %             | 2,986            | 24 %             | 2,279                                     | 34 %                                      | 8                                         | 60 %                                      | 2,287                                     | 33 %                                      |
| 2013  | 2,340            | 27 %             | 63                  | 69 %             | 2,408            | 17 %             | 1,704                                     | 31 %                                      | 20                                        | 85 %                                      | 1,724                                     | 20 %                                      |
| 2012  | 1,848            | 6 %              | 204                 | 26 %             | 2,052            | 2 %              | 1,300                                     | 12 %                                      | 135                                       | 34 %                                      | 1,435                                     | 5 %                                       |
| 2011  | 1,743            | 28 %             | 274                 | 30 %             | 2,017            | 15 %             | 1,159                                     | 21 %                                      | 205                                       | 42 %                                      | 1,364                                     | 4 %                                       |
| 2010  | 1,361            | 11 %             | 392                 | 34 %             | 1,753            | 15 %             | 956                                       | 16 %                                      | 351                                       | 30 %                                      | 1,307                                     | 19 %                                      |
| 2009  | 1,231            | 13 %             | 293                 | 3 %              | 1,524            | 11 %             | 823                                       | 10 %                                      | 271                                       | 1 %                                       | 1,094                                     | 7 %                                       |
| 2008  | 1,407            | 92 %             | 302                 | 42 %             | 1,709            | 81 %             | 749                                       | 62 %                                      | 273                                       | 41 %                                      | 1,022                                     | 56 %                                      |
| 2007  | 731              | 213              | 944                 | 461              | 193              | 654              |                                           |                                           |                                           |                                           |                                           |                                           |